# Drnava
Drnava é um município da Eslováquia, situado no distrito de Rožňava, na região de Košice. Tem 26,9 km² de área e sua população em 2018 foi estimada em 713 habitantes.

## Demografia
| Ano:        | 1994 | 2004   | 2014   | 2024   |
| ----------- | ---- | ------ | ------ | ------ |
| Broj ljudi: | 658  | 672    | 696    | 689    |
| Razlika:    |      | +2,12% | +3,57% | -1,00% |

| Ano:               | 2023 | 2024   |
| ------------------ | ---- | ------ |
| Número de pessoas: | 684  | 689    |
| Diferença:         |      | +0,73% |